# 土壤保護

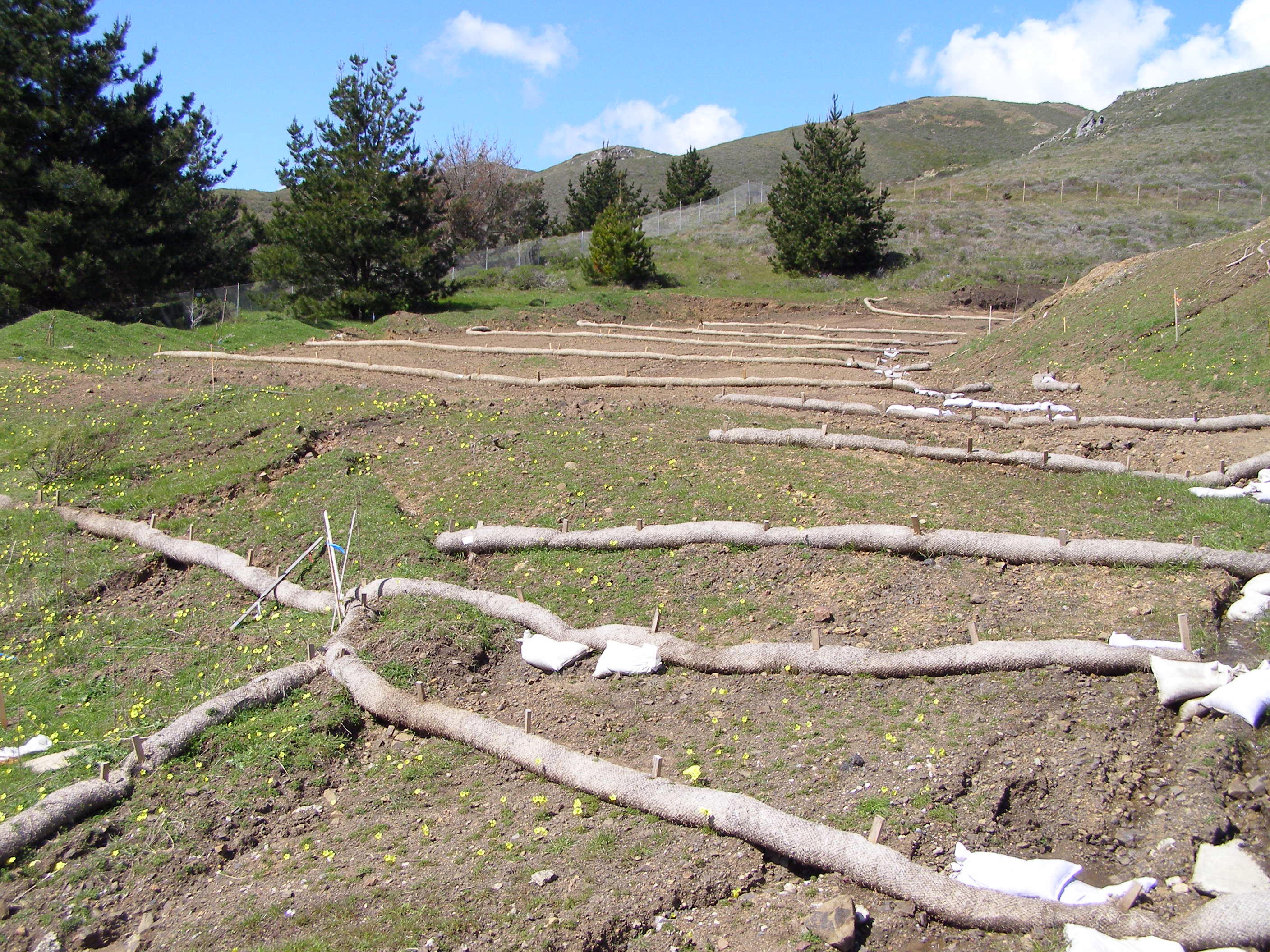
馬林郡當地土坡的土壤保護

土壤保護乃防止土壤因土地過度利用產生土壤侵蚀、降低土壤生產力、酸化、鹽化或其他類型的土壤污染而造成土壤流失的一種保護措施。
在一些未開發的國家中，火耕以及其他無法永續發展的耕作技術在自給農業中經常使用。濫伐森林通常很容易出現大規模的土壤侵蚀、土壤養分流失，甚至有時還可能造成土地荒漠化。
可改善土壤的技術包含輪作、覆蓋作物、保育耕作、栽植防風林以及其他能影響土壤侵蝕以及土壤生產力的技術等。植物和樹木死亡時腐化，逐漸成為土壤中的一部分。

## 防风林
防风林是在有强风的农业用地前密集种植几排或几列树木以防止风力侵蚀。常绿树可以提供常年的保护，但因树叶可以在土地光秃的季节保护土壤，所以落叶树也是可以使用的。

## 侵蚀保护

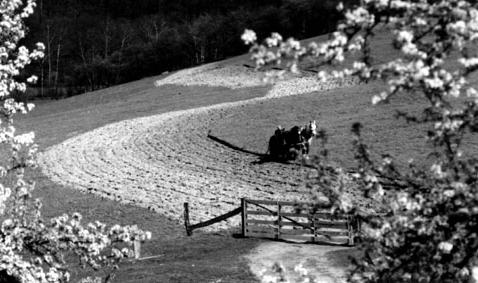
1938年在美国宾夕法尼亚州的等高耕作。这些平台在暴风雨来临时可以使水较慢的流动，从而防止土地侵蚀，同时使水能渗入土地

### 实际试验
几百年来，农民已经尝试过解决土壤侵蚀的问题。他们的方法主要有两大类：等高耕作和梯田耕作，这些方法也被美国自然资源保护局所推荐使用。等高耕作被古代腓尼基人所使用，他们将斜坡控制在2%到10%之间。等高耕作由于保留了大量土壤，可以提高亩产10%到50%之间。
其他还有很多控制侵蚀的方法，例如保护性耕作系统与轮作。
Keyline设计是轮作的提高，其中分水岭也被考虑到等高线的测绘上。梯田是对山坡上的农田，在同一高度上制造种植平台。梯田耕作在没有机械化设备的发展中国家小农场中较为常见。
人口过多导致在雨林中刀耕火种或进行其他的自给农业，从而对热带雨林造成破坏。这种滥砍滥伐导致大范围的土地侵蚀，营养流失甚至沙漠化。

### 周边径流控制
树木，灌木，和地被植物能通过阻碍表层水的流动而提供有效的径流控制以防止土壤侵蚀。行间种植可以阻止水流过，使水渗透到地面下。

## 盐度控制

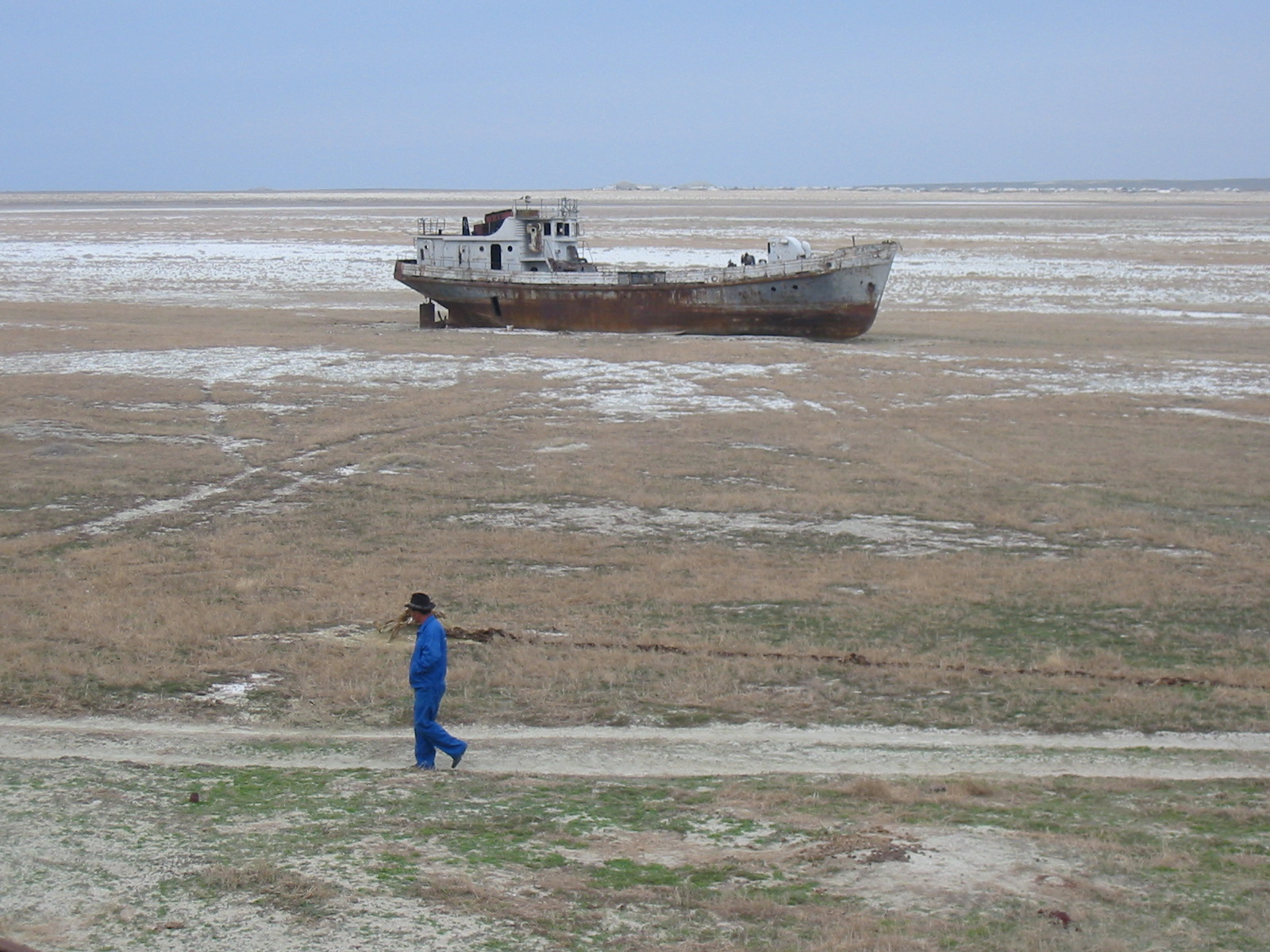
咸海海底的盐分沉淀

土壤盐度过高是由于用含盐量高的水来灌溉作物而导致。在蒸发的过程中，水蒸发而盐留下，导致了土壤的盐碱化。盐碱化使土壤结构破碎，导致肥力下降，无法种植作物。
导致土壤盐碱化的离子有： Na+, K+, Ca2+, Mg2+和Cl-。盐碱化据估算影响了地球上三分之一的可耕作土地。土壤盐碱化不利于大多数作物的新陈代谢，同时土壤侵蚀通常会导致产量降低。盐碱化发生在过量灌溉，地下含盐水水位较高的干燥土地上。因为过量灌溉，盐分由于土壤中的渗水被沉降在上层土壤中。大量的灌溉会导致大量的盐分沉积。最好的这种毛细效应的例子发生在1970年阿斯旺大坝建成后的埃及。由建造大坝而造成的地下水位的变化导致水中的盐分含量升高。在建成之后，长期的高水位导致了以前可耕种的土地受到土地盐碱化的影响而无法继续耕种。
腐殖酸的使用可能会阻止盐碱化，尤其在过量灌溉的地区。腐殖酸可以减少山根带的正负离子数。有一些植物也可以在盐碱地上生长，例如在北美与欧洲地中海地区分布的滨藜。

## 土壤pH值
土壤pH的水平在自然水平下就可能对作物生产造成不利影响。但它也可能被酸雨或酸或碱造成的土壤污染所影响。土壤pH值的作用是控制植物可以利用的营养量。主要的宏量元素（钙磷，氮，钾，镁，硫）在中性或微碱性土壤中更易吸收。钙，镁和钾通常被植物以正离子交换的形式吸收。当酸化增加了这些正离子的可获得性后，在植物第一次吸收后，剩余土壤中的正离子营养物质的浓度将会大大降低。pH值与营养的可获得性间没有简单的一个关系，因为土壤种类的复杂，土壤湿度的情况和气象学因素。

See also : 硫酸化土壤和碱性土壤

## 土壤有机物
当微生物排泄排泄物时，就建立了一个有利于植物吸收的矿物质与植物营养物质平衡。美国的一项研究表明，土壤中蠕虫的排泄物是周围的150毫米深度内环境能被植物利用的氮的五倍，磷的七倍，钾的十一倍。每条蠕虫每年可排出4.5千克的排泄物。同时，蠕虫通过挖洞，增加了土壤的多孔性，制造了能用于通风与排水的孔道。

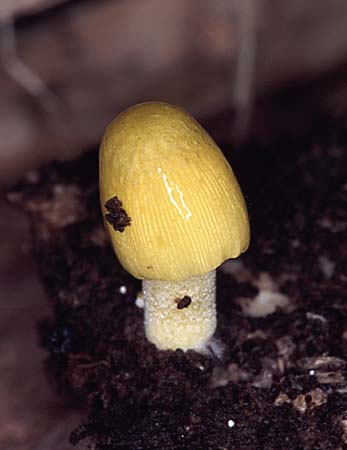
Yellow fungus，一种在腐烂的有机物上寄生的真菌

### 微生物
土壤中的微生物在土壤营养方面也扮演着重要的角色。例如，一些自养或异养的微生物可以固氮。这些细菌有固氮酶可以将空气中的氮气与水化合来制造氨水，又被细菌利用来转化成其他有机化合物。有一些固氮细菌如根瘤菌在豆类植物的根部生长。根瘤菌与豆类植物组成了一种互利共生的关系，以氨水来换取植物提供的碳水化合物。然后，其他的异养生物又从植物中获取碳。这一过程包括细菌或真菌的遗体以发酵或降解的方式回到无机物状态。

### 菌根
菌根是生活在土壤中的真菌与植物根脉的共生关系。真菌帮助植物吸收矿物质，水和有机营养物质，同时吸收植物产生的糖类和氨基酸。菌根主要有两种：内生菌根（真菌插入根内），与外生菌根（真菌在根外形成外壳）。在研究有一些植物幼苗没有自然生长的土壤环境时就无法生长时，科学家们发现了菌根。
有一些土壤中的微生物，如极端微生物，可以在极端的环境条件下生存，如温度，pH值和缺水。

### 土地退化与污染
当种植农作物时使用杀虫剂或除草剂时，同时也会危害到土壤中的生物。这些生物的死亡常常会引起远期的或未预期的后果。因此使用杀虫剂前因对其可能对土壤生物所造成的危害了解清楚，同时也要对其对地面生态学部分的影响了解清楚。
刀耕火种是杀死土壤中生物的一个重要因素。当土壤表层温度增加时保护土壤中生物的植被被破坏致使生物被杀死，这种情况对于现在的人类来说还是无法恢复的。在轮作的过程中，常常也存在刀耕火种的行为。
除了pH值之外，重金属，溶液，石油碳氢化合物，杀虫剂和除草剂都是土壤污染的罪魁祸首。一些化学物质是外来的，但另一些（特别是杀虫剂和除草剂）是人们特意使用来在短期内解决问题的方法。大部分的这些化学物质半衰期都很长，另一些可能转变成有毒的或无法降解的物质。一个可行的解决办法是土壤蒸汽灭菌技术。这种方法杀死了几乎所有的微生物，无论他们是有益的或是有害的。但是，有害的物质被除掉了。土壤还可能因为加热后营养物释放而更有利于植物种植。
因为清洁成本很高，土壤蒸汽灭菌还不能在实践中广泛应用。

## 成矿作用
为了保持土壤的营养潜力，有时要对土壤进行主动的成矿作用。这既可以是像自然中一样向土壤中添加碎石，也可以是以化学土壤添加物的方式进行。不管以哪种方式，它们的目的都是为了保持土壤中的矿物质含量。有一大批常见物质都可以添加，包括磷，或较为外来的物质，例如锌与硒。关于过渡金属在水溶液状态下加入土壤的研究也正在进行中。
洪水也会给冲积平原上带来碎石沉淀物。除去洪水威胁到生命或会侵蚀高产土地上的土壤，洪水还是一个能通过成矿作用与增加宏量元素而改良土壤化学性质的自然进程。